# Bijugis perlucidella
Bijugis perlucidella är en fjärilsart som beskrevs av Charles Théophile Bruand d’Uzelle 1852. Bijugis perlucidella ingår i släktet Bijugis och familjen säckspinnare. Inga underarter finns listade i Catalogue of Life.